# Полк (округ, Теннесси)
Полк (англ. Polk County) — округ в штате Теннесси, США. Официально образован 28 ноября 1839 года. По состоянию на 2010 год, численность населения составляла 16 825 человек.

## География
По данным Бюро переписи США, общая площадь округа равняется 1144,78 км², из которых 1126,65 км² — суша и 18,13 км² — водоёмы.

## Население
По данным переписи населения 2010 года в округе проживает 16 825 жителей в составе 6653 домашних хозяйств и 4755 семей.
В составе 26,10 % из общего числа домашних хозяйств проживают дети в возрасте до 18 лет, 56,60 % домашних хозяйств представляют собой супружеские пары, проживающие вместе, 9,00 % домашних хозяйств представляют собой одиноких женщин без супруга, 26,30 % домашних хозяйств не имеют отношения к семьям, 25,00 % домашних хозяйств состоят из одного человека, 11,20 % домашних хозяйств состоят из престарелых (65 лет и старше), проживающих в одиночестве. Средний размер домашнего хозяйства составляет 2,49 человека, и средний размер семьи — 2,96 человека.
Возрастной состав округа:
- 22,14 % — моложе 18 лет,
- 5,00 % — от 18 до 24,
- 10,20 % — от 25 до 44,
- 21,60 % — от 45 до 64,
- 21,60 % — от 65 и старше.

Средний возраст жителя округа — 42,5 лет.
Средний доход на домохозяйство в округе составлял 29 643 $, на семью — 36 370 $. Среднестатистический заработок мужчины был 27 703 $ против 21 010 $ для женщины. Доход на душу населения составлял 16 025 $. Около 9,70 % семей и 13,00 % общего населения находились ниже черты бедности, в том числе — 13,80 % молодежи (тех, кому ещё не исполнилось 18 лет) и 18,40 % тех, кому было уже больше 65 лет.